# Gare de Kiyama (Saga)
ne doit pas être confondue avec la ville de Kiyama
La gare de Kiyama (基山駅, Kiyama-eki) est une gare ferroviaire située à Kiyama, dans la préfecture de Saga au Japon. Elle est exploitée par les compagnies JR Kyushu et Amatetsu.

## Situation ferroviaire
La gare de Chihaya est située au point kilométrique (PK) 101,4 de la ligne principale Kagoshima. Elle marque le début de la ligne Amagi.

## Histoire
La gare a été inaugurée le 5 août 1921.

## Service des voyageurs

### Accueil
La gare dispose d'un bâtiment voyageurs ouvert tous les jours, avec des guichets et des automates pour l'achat de titres de transport.

### Desserte

#### JR Kyushu
- Ligne principale Kagoshima :
  - voies 1 et 2 : direction Hakata
  - voies 2 et 3 : direction Kurume et Ōmuta

#### Amatetsu
- Ligne Amagi :
  - voie 4 : direction Amagi